# KTAS
KTAS, opr. Kjøbenhavns Telefon Aktieselskab, grundlagt 1881 som et privat firma, var et af de tidligst etablerede teleselskaber i verden. I 1880, fire år efter opfindelsen af telefonen, blev en dansk afdeling af det amerikanske The International Bell Telephone Co. oprettet i København. Året efter, den 15. januar 1881, blev afdelingen overtaget af Kjøbenhavns Telefon-Selskab (KTS), forløberen for KTAS, og herfra regnes grundlæggelsen af selskabet. Det skiftede i 1894 navn til Kjøbenhavns Telefon Aktie-Selskab, KTAS.
Oprindeligt dækkede KTAS kun Sjælland, men fra 1946 også Bornholm og fra 1948 tillige Lolland og Falster. Selskabets hovedsæde var siden 1910 Telefonhuset i Nørregade, København, tegnet af Fritz Koch, der også stod bag telefonkiosken. Under Fritz Johannsens mangeårige ledelse blev firmaet kendt viden om som et moderne og effektivt telefonselskab.
I 1992 indgik KTAS sammen med Jydsk Telefon, Fyns Telefon og Tele Sønderjylland i det delvist statsligt ejede Tele Danmark A/S, der senere blev helt privatiseret og skiftede navn til det nuværende TDC som nu på privatkundedelen er blevet sammenlagt med Yousee (2016).

## Adm. direktører
- 1882-1890: Christian Ludvig Madsen
- 1890-1903: Emil Bernhard Petersen
- 1903-1932: Fritz Johannsen
- 1932-1932: Kristian Møller
- 1933-1944: Carl Richard Michelsen
- 1944-1954: Georg Irming
- 1954-1961: Christen Steenbuch
- 1961-1963: J. Oskar Nielsen (døde i stillingen)
- 1964-1981: Johannes Rosbæk
- 1981-1991: Per Ammitzbøll
- 1991-1995: Jørgen Lindegaard